# Trương Thúy Sơn
Trương Thúy Sơn là ngũ đệ tử của Trương Tam Phong và cũng là cha của Trương Vô Kỵ. Trương Thúy Sơn là người hợp ý nhất với Trương Tam Phong vì ngộ tính cao nhất trong tất cả các đệ tử  thậm chí là cao hơn cả con trai Trương Vô Kỵ. Trương Thúy Sơn lấy Ân Tố Tố, con gái của ‘’Bạch Mi Ưng Vương’’ Ân Thiên Chính, sau đó cả hai cùng Tạ Tốn bị trôi dạt đến Băng Hỏa đảo. Con trai của hai vợ chồng Trương Thúy Sơn, Trương Vô Kỵ, sau đó đã nhận Tạ Tốn làm cha nuôi (nghĩa phụ).
Sau khi trở lại Trung thổ sau 10 năm xa cách, Trương Thúy Sơn và vợ đã tự vẫn, phần vì cảm thấy có lỗi với Du Đại Nham, và cũng để bảo vệ tung tích của nghĩa huynh Tạ Tốn trước sức ép của Lục đại phái.
Khi tìm kiếm tung tích của Đồ Long đao, anh ta đã gặp Ân Tố Tố, nhưng vào thời điểm đó, anh ta không biết rằng Ân Tố Tố là người đã hại Du Đại Nham.
Tại đại hội trên đảo Vương Bàn Sơn, Ân Tố Tố đã bị Tạ Tốn, là người đứng thứ ba trong Tứ đại hộ giáo Pháp vương bắt và trôi dạt đến Băng Hỏa Đảo.
Mười năm sau, Trương Thúy Sơn, cùng với vợ là Ân Tố Tố và con trai Trương Vô Kỵ, trở về trung thổ từ Băng Hỏa Đảo.
|             |             |             |             | Ân Thiên Chính |             |  |  |          |          |          |          |              |              |              |              |                 |                 |                 |                 |                 |                 |           |           |                 |                 |                 |                 |                 |                 |               |               |               |               |  |  |
|             |             |             |             |                |             |  |  |          |          |          |          |              |              |              |              |                 |                 |                 |                 |                 |                 |           |           |                 |                 |                 |                 |                 |                 |               |               |               |               |  |  |
|             |             |             |             |                |             |  |  |          |          |          |          |              |              |              |              |                 |                 |                 |                 |                 |                 |           |           |                 |                 |                 |                 |                 |                 |               |               |               |               |  |  |
| Ân Dã Vương | Ân Dã Vương | Ân Dã Vương | Ân Dã Vương | Ân Dã Vương    | Ân Dã Vương |  |  | Ân Tố Tố | Ân Tố Tố | Ân Tố Tố | Ân Tố Tố | Ân Tố Tố     | Ân Tố Tố     |              |              | Trương Thúy Sơn | Trương Thúy Sơn | Trương Thúy Sơn | Trương Thúy Sơn | Trương Thúy Sơn | Trương Thúy Sơn |           |           | Nhữ Dương Vương | Nhữ Dương Vương | Nhữ Dương Vương | Nhữ Dương Vương | Nhữ Dương Vương | Nhữ Dương Vương |               |               |               |               |  |  |
| Ân Dã Vương | Ân Dã Vương | Ân Dã Vương | Ân Dã Vương | Ân Dã Vương    | Ân Dã Vương |  |  | Ân Tố Tố | Ân Tố Tố | Ân Tố Tố | Ân Tố Tố | Ân Tố Tố     | Ân Tố Tố     |              |              | Trương Thúy Sơn | Trương Thúy Sơn | Trương Thúy Sơn | Trương Thúy Sơn | Trương Thúy Sơn | Trương Thúy Sơn |           |           | Nhữ Dương Vương | Nhữ Dương Vương | Nhữ Dương Vương | Nhữ Dương Vương | Nhữ Dương Vương | Nhữ Dương Vương |               |               |               |               |  |  |
|             |             |             |             |                |             |  |  |          |          |          |          |              |              |              |              |                 |                 |                 |                 |                 |                 |           |           |                 |                 |                 |                 |                 |                 |               |               |               |               |  |  |
|             |             |             |             |                |             |  |  |          |          |          |          |              |              |              |              |                 |                 |                 |                 |                 |                 |           |           |                 |                 |                 |                 |                 |                 |               |               |               |               |  |  |
| Ân Ly       | Ân Ly       | Ân Ly       | Ân Ly       | Ân Ly          | Ân Ly       |  |  |          |          |          |          | Trương Vô Kỵ | Trương Vô Kỵ | Trương Vô Kỵ | Trương Vô Kỵ | Trương Vô Kỵ    | Trương Vô Kỵ    |                 |                 | Triệu Mẫn       | Triệu Mẫn       | Triệu Mẫn | Triệu Mẫn | Triệu Mẫn       | Triệu Mẫn       |                 |                 | Vương Bảo Bảo   | Vương Bảo Bảo   | Vương Bảo Bảo | Vương Bảo Bảo | Vương Bảo Bảo | Vương Bảo Bảo |  |  |
| Ân Ly       | Ân Ly       | Ân Ly       | Ân Ly       | Ân Ly          | Ân Ly       |  |  |          |          |          |          | Trương Vô Kỵ | Trương Vô Kỵ | Trương Vô Kỵ | Trương Vô Kỵ | Trương Vô Kỵ    | Trương Vô Kỵ    |                 |                 | Triệu Mẫn       | Triệu Mẫn       | Triệu Mẫn | Triệu Mẫn | Triệu Mẫn       | Triệu Mẫn       |                 |                 | Vương Bảo Bảo   | Vương Bảo Bảo   | Vương Bảo Bảo | Vương Bảo Bảo | Vương Bảo Bảo | Vương Bảo Bảo |  |  |